# Tour des Alpes-Maritimes et du Var 2021
Le Tour des Alpes-Maritimes et du Var 2021, est la 53e édition de cette course cycliste sur route masculine. Il a lieu du 19 au 21 février 2021 dans les départements des Alpes-Maritimes et du Var, dans le sud de la France, et fait partie du calendrier UCI Europe Tour 2021 en catégorie 2.1. 

## Présentation

### Équipes
Classé en catégorie 2.1 de l'UCI Europe Tour, le Tour du Haut-Var est par conséquent ouvert aux WorldTeams dans la limite de 50 % des équipes participantes, aux équipes continentales professionnelles, aux équipes continentales et aux équipes nationales.
20 équipes participent à ce Tour du Haut-Var - 11 WorldTeams, 6 équipes continentales professionnelles, et 3 équipes continentales :
| WorldTeams (11)- AG2R Citroën Team - Groupama-FDJ - Cofidis - Ineos Grenadiers - Trek-Segafredo - EF Education-Nippo - Astana-Premier Tech - Qhubeka Assos - Team DSM - UAE Team Emirates - Israel Start-Up Nation ProTeams (8)- Arkéa-Samsic - Total Direct Énergie - Delko - B&B Hotels p/b KTM - Alpecin-Fenix - Bingoal-WB - Burgos-BH - Equipo Kern Pharma Équipes continentales (3)- Saint Michel-Auber 93 - Xelliss-Roubaix Lille Métropole - Swiss Racing |
| |

### Diffusion
Les deuxième et troisième étapes sont diffusés sur France 3 Provence-Alpes-Côte d'Azur.

## Étapes
| Étape     | Date    | Villes étapes       | type                      | Distance (km) | Vainqueur d'étape  | Leader du classement général |
| --------- | ------- | ------------------- | ------------------------- | ------------- | ------------------ | ---------------------------- |
| 1re étape | 19 fév. | Biot – Gourdon      | étape de moyenne montagne | 186,8         | Bauke Mollema      | Bauke Mollema                |
| 2e étape  | 20 fév. | Fayence – Fayence   | étape vallonnée           | 168,9         | Michael Woods      | Michael Woods                |
| 3e étape  | 21 fév. | Blausasc – Blausasc | étape de montagne         | 136           | Gianluca Brambilla | Gianluca Brambilla           |

## Déroulement de la course

### 1reétape
| \| Classement de l'étape \| Classement de l'étape \| Classement de l'étape \| Classement de l'étape \| Classement de l'étape \| \| Coureur \| Coureur \| Pays \| Équipe \| Temps \| \| --------------------- \| --------------------- \| --------------------- \| ---------------------- \| --------------------- \| \| 1er \| Bauke Mollema \| Pays-Bas \| Trek-Segafredo \| 4 h 50 min 20 s \| \| 2e \| Greg Van Avermaet \| Belgique \| AG2R Citroën Team \| + 1 s \| \| 3e \| Valentin Madouas \| France \| Groupama-FDJ \| + 1 s \| \| 4e \| Michael Woods \| Canada \| Israel Start-Up Nation \| + 1 s \| \| 5e \| Giulio Ciccone \| Italie \| Trek-Segafredo \| + 1 s \| \| 6e \| Dorian Godon \| France \| AG2R Citroën Team \| + 1 s \| \| 7e \| Rudy Molard \| France \| Groupama-FDJ \| + 1 s \| \| 8e \| Jesús Herrada \| Espagne \| Cofidis \| + 1 s \| \| 9e \| Thibaut Pinot \| France \| Groupama-FDJ \| + 1 s \| \| 10e \| David Gaudu \| France \| Groupama-FDJ \| + 1 s \| |                   |          |                        |                 |
| |                   |          |                        |                 |
| Source : ProCyclingStats |                   |          |                        |                 |
| Classement de l'étape |                   |          |                        |                 |
| Coureur | Coureur           | Pays     | Équipe                 | Temps           |
| 1er | Bauke Mollema     | Pays-Bas | Trek-Segafredo         | 4 h 50 min 20 s |
| 2e | Greg Van Avermaet | Belgique | AG2R Citroën Team      | + 1 s           |
| 3e | Valentin Madouas  | France   | Groupama-FDJ           | + 1 s           |
| 4e | Michael Woods     | Canada   | Israel Start-Up Nation | + 1 s           |
| 5e | Giulio Ciccone    | Italie   | Trek-Segafredo         | + 1 s           |
| 6e | Dorian Godon      | France   | AG2R Citroën Team      | + 1 s           |
| 7e | Rudy Molard       | France   | Groupama-FDJ           | + 1 s           |
| 8e | Jesús Herrada     | Espagne  | Cofidis                | + 1 s           |
| 9e | Thibaut Pinot     | France   | Groupama-FDJ           | + 1 s           |
| 10e | David Gaudu       | France   | Groupama-FDJ           | + 1 s           |

| \| Classement général \| Classement général \| Classement général \| Classement général \| Classement général \| \| Coureur \| Coureur \| Pays \| Équipe \| Temps \| \| ------------------ \| ------------------ \| ------------------ \| ---------------------- \| ------------------ \| \| 1er \| Bauke Mollema \| Pays-Bas \| Trek-Segafredo \| 4 h 50 min 20 s \| \| 2e \| Greg Van Avermaet \| Belgique \| AG2R Citroën Team \| + 1 s \| \| 3e \| Valentin Madouas \| France \| Groupama-FDJ \| + 1 s \| \| 4e \| Michael Woods \| Canada \| Israel Start-Up Nation \| + 1 s \| \| 5e \| Giulio Ciccone \| Italie \| Trek-Segafredo \| + 1 s \| \| 6e \| Dorian Godon \| France \| AG2R Citroën Team \| + 1 s \| \| 7e \| Rudy Molard \| France \| Groupama-FDJ \| + 1 s \| \| 8e \| Jesús Herrada \| Espagne \| Cofidis \| + 1 s \| \| 9e \| Thibaut Pinot \| France \| Groupama-FDJ \| + 1 s \| \| 10e \| David Gaudu \| France \| Groupama-FDJ \| + 1 s \| |                   |          |                        |                 |
| |                   |          |                        |                 |
| Source : ProCyclingStats |                   |          |                        |                 |
| Classement général |                   |          |                        |                 |
| Coureur | Coureur           | Pays     | Équipe                 | Temps           |
| 1er | Bauke Mollema     | Pays-Bas | Trek-Segafredo         | 4 h 50 min 20 s |
| 2e | Greg Van Avermaet | Belgique | AG2R Citroën Team      | + 1 s           |
| 3e | Valentin Madouas  | France   | Groupama-FDJ           | + 1 s           |
| 4e | Michael Woods     | Canada   | Israel Start-Up Nation | + 1 s           |
| 5e | Giulio Ciccone    | Italie   | Trek-Segafredo         | + 1 s           |
| 6e | Dorian Godon      | France   | AG2R Citroën Team      | + 1 s           |
| 7e | Rudy Molard       | France   | Groupama-FDJ           | + 1 s           |
| 8e | Jesús Herrada     | Espagne  | Cofidis                | + 1 s           |
| 9e | Thibaut Pinot     | France   | Groupama-FDJ           | + 1 s           |
| 10e | David Gaudu       | France   | Groupama-FDJ           | + 1 s           |

### 2eétape
| \| Classement de l'étape \| Classement de l'étape \| Classement de l'étape \| Classement de l'étape \| Classement de l'étape \| \| Coureur \| Coureur \| Pays \| Équipe \| Temps \| \| --------------------- \| --------------------- \| --------------------- \| ---------------------- \| --------------------- \| \| 1er \| Michael Woods \| Canada \| Israel Start-Up Nation \| 4 h 16 min 54 s \| \| 2e \| Bauke Mollema \| Pays-Bas \| Trek-Segafredo \| + 2 s \| \| 3e \| Jhonatan Narváez \| Équateur \| Ineos Grenadiers \| + 4 s \| \| 4e \| David Gaudu \| France \| Groupama-FDJ \| + 7 s \| \| 5e \| Alexis Vuillermoz \| France \| Total Direct Énergie \| + 10 s \| \| 6e \| Rudy Molard \| France \| Groupama-FDJ \| + 10 s \| \| 7e \| Ben O'Connor \| Australie \| AG2R Citroën Team \| + 11 s \| \| 8e \| Jesús Herrada \| Espagne \| Cofidis \| + 13 s \| \| 9e \| Arjen Livyns \| Belgique \| Bingoal-WB \| + 13 s \| \| 10e \| Pavel Sivakov \| Russie \| Ineos Grenadiers \| + 13 s \| |                   |           |                        |                 |
| |                   |           |                        |                 |
| Source : ProCyclingStats |                   |           |                        |                 |
| Classement de l'étape |                   |           |                        |                 |
| Coureur | Coureur           | Pays      | Équipe                 | Temps           |
| 1er | Michael Woods     | Canada    | Israel Start-Up Nation | 4 h 16 min 54 s |
| 2e | Bauke Mollema     | Pays-Bas  | Trek-Segafredo         | + 2 s           |
| 3e | Jhonatan Narváez  | Équateur  | Ineos Grenadiers       | + 4 s           |
| 4e | David Gaudu       | France    | Groupama-FDJ           | + 7 s           |
| 5e | Alexis Vuillermoz | France    | Total Direct Énergie   | + 10 s          |
| 6e | Rudy Molard       | France    | Groupama-FDJ           | + 10 s          |
| 7e | Ben O'Connor      | Australie | AG2R Citroën Team      | + 11 s          |
| 8e | Jesús Herrada     | Espagne   | Cofidis                | + 13 s          |
| 9e | Arjen Livyns      | Belgique  | Bingoal-WB             | + 13 s          |
| 10e | Pavel Sivakov     | Russie    | Ineos Grenadiers       | + 13 s          |

| \| Classement général \| Classement général \| Classement général \| Classement général \| Classement général \| \| Coureur \| Coureur \| Pays \| Équipe \| Temps \| \| ------------------ \| ------------------ \| ------------------ \| ---------------------- \| ------------------ \| \| 1er \| Michael Woods \| Canada \| Israel Start-Up Nation \| 9 h 07 min 15 s \| \| 2e \| Bauke Mollema \| Pays-Bas \| Trek-Segafredo \| + 1 s \| \| 3e \| David Gaudu \| France \| Groupama-FDJ \| + 7 s \| \| 4e \| Rudy Molard \| France \| Groupama-FDJ \| + 10 s \| \| 5e \| Ben O'Connor \| Australie \| AG2R Citroën Team \| + 11 s \| \| 6e \| Jesús Herrada \| Espagne \| Cofidis \| + 13 s \| \| 7e \| Giulio Ciccone \| Italie \| Trek-Segafredo \| + 13 s \| \| 8e \| Valentin Madouas \| France \| Groupama-FDJ \| + 13 s \| \| 9e \| Arjen Livyns \| Belgique \| Bingoal-WB \| + 13 s \| \| 10e \| Nairo Quintana \| Colombie \| Arkéa-Samsic \| + 13 s \| |                  |           |                        |                 |
| |                  |           |                        |                 |
| Source : ProCyclingStats |                  |           |                        |                 |
| Classement général |                  |           |                        |                 |
| Coureur | Coureur          | Pays      | Équipe                 | Temps           |
| 1er | Michael Woods    | Canada    | Israel Start-Up Nation | 9 h 07 min 15 s |
| 2e | Bauke Mollema    | Pays-Bas  | Trek-Segafredo         | + 1 s           |
| 3e | David Gaudu      | France    | Groupama-FDJ           | + 7 s           |
| 4e | Rudy Molard      | France    | Groupama-FDJ           | + 10 s          |
| 5e | Ben O'Connor     | Australie | AG2R Citroën Team      | + 11 s          |
| 6e | Jesús Herrada    | Espagne   | Cofidis                | + 13 s          |
| 7e | Giulio Ciccone   | Italie    | Trek-Segafredo         | + 13 s          |
| 8e | Valentin Madouas | France    | Groupama-FDJ           | + 13 s          |
| 9e | Arjen Livyns     | Belgique  | Bingoal-WB             | + 13 s          |
| 10e | Nairo Quintana   | Colombie  | Arkéa-Samsic           | + 13 s          |

### 3eétape
| \| Classement de l'étape \| Classement de l'étape \| Classement de l'étape \| Classement de l'étape \| Classement de l'étape \| \| Coureur \| Coureur \| Pays \| Équipe \| Temps \| \| --------------------- \| --------------------- \| --------------------- \| ---------------------- \| --------------------- \| \| 1er \| Gianluca Brambilla \| Italie \| Trek-Segafredo \| 3 h 43 min 32 s \| \| 2e \| Tao Geoghegan Hart \| Royaume-Uni \| Ineos Grenadiers \| + 13 s \| \| 3e \| Ben O'Connor \| Australie \| AG2R Citroën Team \| + 13 s \| \| 4e \| Rudy Molard \| France \| Groupama-FDJ \| + 13 s \| \| 5e \| Valentin Madouas \| France \| Groupama-FDJ \| + 18 s \| \| 6e \| Jakob Fuglsang \| Danemark \| Astana-Premier Tech \| + 18 s \| \| 7e \| David Gaudu \| France \| Groupama-FDJ \| + 18 s \| \| 8e \| Bauke Mollema \| Pays-Bas \| Trek-Segafredo \| + 18 s \| \| 9e \| Nairo Quintana \| Colombie \| Arkéa-Samsic \| + 18 s \| \| 10e \| Michael Woods \| Canada \| Israel Start-Up Nation \| + 18 s \| |                    |             |                        |                 |
| |                    |             |                        |                 |
| Source : ProCyclingStats |                    |             |                        |                 |
| Classement de l'étape |                    |             |                        |                 |
| Coureur | Coureur            | Pays        | Équipe                 | Temps           |
| 1er | Gianluca Brambilla | Italie      | Trek-Segafredo         | 3 h 43 min 32 s |
| 2e | Tao Geoghegan Hart | Royaume-Uni | Ineos Grenadiers       | + 13 s          |
| 3e | Ben O'Connor       | Australie   | AG2R Citroën Team      | + 13 s          |
| 4e | Rudy Molard        | France      | Groupama-FDJ           | + 13 s          |
| 5e | Valentin Madouas   | France      | Groupama-FDJ           | + 18 s          |
| 6e | Jakob Fuglsang     | Danemark    | Astana-Premier Tech    | + 18 s          |
| 7e | David Gaudu        | France      | Groupama-FDJ           | + 18 s          |
| 8e | Bauke Mollema      | Pays-Bas    | Trek-Segafredo         | + 18 s          |
| 9e | Nairo Quintana     | Colombie    | Arkéa-Samsic           | + 18 s          |
| 10e | Michael Woods      | Canada      | Israel Start-Up Nation | + 18 s          |

## Classements finals

### Classement général final
| \| Classement général \| Classement général \| Classement général \| Classement général \| Classement général \| \| Coureur \| Coureur \| Pays \| Équipe \| Temps \| \| ------------------ \| ------------------ \| ------------------ \| ---------------------- \| ------------------ \| \| 1er \| Gianluca Brambilla \| Italie \| Trek-Segafredo \| 12 h 51 min 00 s \| \| 2e \| Michael Woods \| Canada \| Israel Start-Up Nation \| + 5 s \| \| 3e \| Bauke Mollema \| Pays-Bas \| Trek-Segafredo \| + 6 s \| \| 4e \| Rudy Molard \| France \| Groupama-FDJ \| + 10 s \| \| 5e \| Ben O'Connor \| Australie \| AG2R Citroën Team \| + 11 s \| \| 6e \| David Gaudu \| France \| Groupama-FDJ \| + 12 s \| \| 7e \| Valentin Madouas \| France \| Groupama-FDJ \| + 13 s \| \| 8e \| Jakob Fuglsang \| Danemark \| Astana-Premier Tech \| + 18 s \| \| 9e \| Nairo Quintana \| Colombie \| Arkéa-Samsic \| + 18 s \| \| 10e \| Tao Geoghegan Hart \| Royaume-Uni \| Ineos Grenadiers \| + 26 s \| |                    |             |                        |                  |
| |                    |             |                        |                  |
| Source : ProCyclingStats |                    |             |                        |                  |
| Classement général |                    |             |                        |                  |
| Coureur | Coureur            | Pays        | Équipe                 | Temps            |
| 1er | Gianluca Brambilla | Italie      | Trek-Segafredo         | 12 h 51 min 00 s |
| 2e | Michael Woods      | Canada      | Israel Start-Up Nation | + 5 s            |
| 3e | Bauke Mollema      | Pays-Bas    | Trek-Segafredo         | + 6 s            |
| 4e | Rudy Molard        | France      | Groupama-FDJ           | + 10 s           |
| 5e | Ben O'Connor       | Australie   | AG2R Citroën Team      | + 11 s           |
| 6e | David Gaudu        | France      | Groupama-FDJ           | + 12 s           |
| 7e | Valentin Madouas   | France      | Groupama-FDJ           | + 13 s           |
| 8e | Jakob Fuglsang     | Danemark    | Astana-Premier Tech    | + 18 s           |
| 9e | Nairo Quintana     | Colombie    | Arkéa-Samsic           | + 18 s           |
| 10e | Tao Geoghegan Hart | Royaume-Uni | Ineos Grenadiers       | + 26 s           |

### Classements annexes
| Classement par points | Classement par points | Classement par points | Classement par points  | Classement par points |
| Coureur               | Coureur               | Pays                  | Équipe                 | Points                |
| --------------------- | --------------------- | --------------------- | ---------------------- | --------------------- |
| 1er                   | Bauke Mollema         | Pays-Bas              | Trek-Segafredo         | 53 pts                |
| 2e                    | Michael Woods         | Canada                | Israel Start-Up Nation | 45 pts                |
| 3e                    | Rudy Molard           | France                | Groupama-FDJ           | 33 pts                |
| 4e                    | David Gaudu           | France                | Groupama-FDJ           | 29 pts                |
| 5e                    | Valentin Madouas      | France                | Groupama-FDJ           | 28 pts                |

| Classement par points | Classement par points | Classement par points | Classement par points  | Classement par points |
| Coureur               | Coureur               | Pays                  | Équipe                 | Points                |
| --------------------- | --------------------- | --------------------- | ---------------------- | --------------------- |
| 1er                   | Bauke Mollema         | Pays-Bas              | Trek-Segafredo         | 53 pts                |
| 2e                    | Michael Woods         | Canada                | Israel Start-Up Nation | 45 pts                |
| 3e                    | Rudy Molard           | France                | Groupama-FDJ           | 33 pts                |
| 4e                    | David Gaudu           | France                | Groupama-FDJ           | 29 pts                |
| 5e                    | Valentin Madouas      | France                | Groupama-FDJ           | 28 pts                |

| Classement de la montagne | Classement de la montagne | Classement de la montagne | Classement de la montagne | Classement de la montagne |
| Coureur                   | Coureur                   | Pays                      | Équipe                    | Points                    |
| ------------------------- | ------------------------- | ------------------------- | ------------------------- | ------------------------- |
| 1er                       | Martijn Tusveld           | Pays-Bas                  | Team DSM                  | 25 pts                    |
| 2e                        | Valentin Madouas          | France                    | Groupama-FDJ              | 22 pts                    |
| 3e                        | Rudy Molard               | France                    | Groupama-FDJ              | 20 pts                    |
| 4e                        | Biniam Girmay             | Érythrée                  | Delko                     | 16 pts                    |
| 5e                        | Gianluca Brambilla        | Italie                    | Trek-Segafredo            | 15 pts                    |

| Classement de la montagne | Classement de la montagne | Classement de la montagne | Classement de la montagne | Classement de la montagne |
| Coureur                   | Coureur                   | Pays                      | Équipe                    | Points                    |
| ------------------------- | ------------------------- | ------------------------- | ------------------------- | ------------------------- |
| 1er                       | Martijn Tusveld           | Pays-Bas                  | Team DSM                  | 25 pts                    |
| 2e                        | Valentin Madouas          | France                    | Groupama-FDJ              | 22 pts                    |
| 3e                        | Rudy Molard               | France                    | Groupama-FDJ              | 20 pts                    |
| 4e                        | Biniam Girmay             | Érythrée                  | Delko                     | 16 pts                    |
| 5e                        | Gianluca Brambilla        | Italie                    | Trek-Segafredo            | 15 pts                    |

| Classement du meilleur jeune | Classement du meilleur jeune | Classement du meilleur jeune | Classement du meilleur jeune | Classement du meilleur jeune |
| Coureur                      | Coureur                      | Pays                         | Équipe                       | Temps                        |
| ---------------------------- | ---------------------------- | ---------------------------- | ---------------------------- | ---------------------------- |
| 1er                          | David Gaudu                  | France                       | Groupama-FDJ                 | 12 h 51 min 12 s             |
| 2e                           | Valentin Madouas             | France                       | Groupama-FDJ                 | + 1 s                        |
| 3e                           | Clément Champoussin          | France                       | AG2R Citroën Team            | + 1 min 26 s                 |
| 4e                           | Michael Storer               | Australie                    | Team DSM                     | + 3 min 30 s                 |
| 5e                           | Pavel Sivakov                | Russie                       | Ineos Grenadiers             | + 3 min 41 s                 |

| Classement du meilleur jeune | Classement du meilleur jeune | Classement du meilleur jeune | Classement du meilleur jeune | Classement du meilleur jeune |
| Coureur                      | Coureur                      | Pays                         | Équipe                       | Temps                        |
| ---------------------------- | ---------------------------- | ---------------------------- | ---------------------------- | ---------------------------- |
| 1er                          | David Gaudu                  | France                       | Groupama-FDJ                 | 12 h 51 min 12 s             |
| 2e                           | Valentin Madouas             | France                       | Groupama-FDJ                 | + 1 s                        |
| 3e                           | Clément Champoussin          | France                       | AG2R Citroën Team            | + 1 min 26 s                 |
| 4e                           | Michael Storer               | Australie                    | Team DSM                     | + 3 min 30 s                 |
| 5e                           | Pavel Sivakov                | Russie                       | Ineos Grenadiers             | + 3 min 41 s                 |

| Classement par équipes | Classement par équipes | Classement par équipes | Classement par équipes |
| Équipe                 | Équipe                 | Pays                   | Temps                  |
| ---------------------- | ---------------------- | ---------------------- | ---------------------- |
| 1re                    | Groupama-FDJ           | France                 | 38 h 33 min 35 s       |
| 2e                     | Astana-Premier Tech    | Kazakhstan             | + 5 min 34 s           |
| 3e                     | Ineos Grenadiers       | Royaume-Uni            | + 7 min 28 s           |
| 4e                     | Trek-Segafredo         | États-Unis             | + 7 min 50 s           |
| 5e                     | AG2R Citroën Team      | France                 | + 11 min 48 s          |

| Classement par équipes | Classement par équipes | Classement par équipes | Classement par équipes |
| Équipe                 | Équipe                 | Pays                   | Temps                  |
| ---------------------- | ---------------------- | ---------------------- | ---------------------- |
| 1re                    | Groupama-FDJ           | France                 | 38 h 33 min 35 s       |
| 2e                     | Astana-Premier Tech    | Kazakhstan             | + 5 min 34 s           |
| 3e                     | Ineos Grenadiers       | Royaume-Uni            | + 7 min 28 s           |
| 4e                     | Trek-Segafredo         | États-Unis             | + 7 min 50 s           |
| 5e                     | AG2R Citroën Team      | France                 | + 11 min 48 s          |

### Classement UCI
La course attribue des points au Classement mondial UCI 2021 selon le barème suivant.
| Position           | 1er | 2e | 3e | 4e | 5e | 6e | 7e | 8e | 9e | 10e | 11e | 12e | 13e à 15e | 16e à 25e |
| Classement général | 125 | 85 | 70 | 60 | 50 | 40 | 35 | 30 | 25 | 20  | 15  | 10  | 5         | 3         |
| Par étape          | 14  | 5  | 3  |    |    |    |    |    |    |     |     |     |           |           |
| Leader, par étape  | 3   |    |    |    |    |    |    |    |    |     |     |     |           |           |

## Évolution des classements
| Étape              | Vainqueur          | Classement général | Classement par points | Classement de la montagne | Classement du meilleur jeune | Classement par équipes |
| ------------------ | ------------------ | ------------------ | --------------------- | ------------------------- | ---------------------------- | ---------------------- |
| 1                  | Bauke Mollema      | Bauke Mollema      | Bauke Mollema         | Krists Neilands           | Valentin Madouas             | Trek-Segafredo         |
| 2                  | Michael Woods      | Michael Woods      | Bauke Mollema         | Biniam Girmay             | David Gaudu                  | Trek-Segafredo         |
| 3                  | Gianluca Brambilla | Gianluca Brambilla | Bauke Mollema         | Martijn Tusveld           | David Gaudu                  | Groupama-FDJ           |
| Classements finals | Classements finals | Gianluca Brambilla | Bauke Mollema         | Martijn Tusveld           | David Gaudu                  | Groupama-FDJ           |

## Liste des participants
| Arkéa-Samsic ARK | Arkéa-Samsic ARK     | Arkéa-Samsic ARK |
| ---------------- | -------------------- | ---------------- |
| Num              | Coureur              | Pos              |
| 1                | Nairo Quintana (COL) | 9e               |
| 2                | Amaury Capiot (BEL)  | 96e              |
| 3                | Miguel Flórez (COL)  | AB-3             |
| 4                | Élie Gesbert (FRA)   | 71e              |
| 5                | Romain Hardy (FRA)   | AB-1             |
| 6                | Łukasz Owsian (POL)  | 67e              |

| AG2R Citroën Team ACT | AG2R Citroën Team ACT     | AG2R Citroën Team ACT |
| --------------------- | ------------------------- | --------------------- |
| Num                   | Coureur                   | Pos                   |
| 11                    | Clément Champoussin (FRA) | 11e                   |
| 12                    | Ben Gastauer (LUX)        | 48e                   |
| 13                    | Dorian Godon (FRA)        | 34e                   |
| 14                    | Ben O'Connor (AUS)        | 5e                    |
| 15                    | Oliver Naesen (BEL)       | 50e                   |
| 16                    | Nans Peters (FRA)         | 78e                   |
| 17                    | Greg Van Avermaet (BEL)   | 44e                   |

| Trek-Segafredo TFS | Trek-Segafredo TFS       | Trek-Segafredo TFS |
| ------------------ | ------------------------ | ------------------ |
| Num                | Coureur                  | Pos                |
| 21                 | Bauke Mollema (NED)      | 3e                 |
| 22                 | Julien Bernard (FRA)     | 94e                |
| 23                 | Gianluca Brambilla (ITA) | 1er                |
| 24                 | Giulio Ciccone (ITA)     | 28e                |
| 25                 | Kenny Elissonde (FRA)    | 33e                |
| 26                 | Juan Pedro López (ESP)   | 36e                |
| 27                 | Toms Skujiņš (LAT)       | 83e                |

| Team DSM DSM | Team DSM DSM             | Team DSM DSM |
| ------------ | ------------------------ | ------------ |
| Num          | Coureur                  | Pos          |
| 31           | Martijn Tusveld (NED)    | 47e          |
| 32           | Martin Salmon (GER)      | 115e         |
| 33           | Kevin Vermaerke (USA)    | AB-3         |
| 34           | Michael Storer (AUS)     | 13e          |
| 35           | Marco Brenner (GER)      | 88e          |
| 36           | Leon Heinschke (GER)     | 103e         |
| 37           | Henri Vandenabeele (BEL) | 69e          |

| Groupama-FDJ GFC | Groupama-FDJ GFC       | Groupama-FDJ GFC |
| ---------------- | ---------------------- | ---------------- |
| Num              | Coureur                | Pos              |
| 41               | Thibaut Pinot (FRA)    | 35e              |
| 42               | Bruno Armirail (FRA)   | 30e              |
| 43               | David Gaudu (FRA)      | 6e               |
| 44               | Simon Guglielmi (FRA)  | 53e              |
| 45               | Valentin Madouas (FRA) | 7e               |
| 46               | Rudy Molard (FRA)      | 4e               |
| 47               | Antoine Duchesne (CAN) | AB-3             |

| Cofidis COF | Cofidis COF               | Cofidis COF |
| ----------- | ------------------------- | ----------- |
| Num         | Coureur                   | Pos         |
| 51          | Jesús Herrada (ESP)       | 24e         |
| 52          | Simon Geschke (GER)       | 40e         |
| 53          | Jempy Drucker (LUX)       | AB-3        |
| 54          | Christophe Laporte (FRA)  | 61e         |
| 55          | Fernando Barceló (ESP)    | 97e         |
| 56          | Anthony Perez (FRA)       | 32e         |
| 57          | Pierre-Luc Périchon (FRA) | 93e         |

| EF Education-Nippo EFN | EF Education-Nippo EFN    | EF Education-Nippo EFN |
| ---------------------- | ------------------------- | ---------------------- |
| Num                    | Coureur                   | Pos                    |
| 61                     | Magnus Cort Nielsen (DEN) | 37e                    |
| 62                     | Simon Carr (GBR)          | 19e                    |
| 63                     | Mitchell Docker (AUS)     | 113e                   |
| 64                     | Julien El Fares (FRA)     | 45e                    |
| 65                     | Jens Keukeleire (BEL)     | 108e                   |
| 66                     | Hideto Nakane (JPN)       | AB-3                   |
| 67                     | Thomas Scully (NZL)       | 114e                   |

| Qhubeka Assos TQA | Qhubeka Assos TQA       | Qhubeka Assos TQA |
| ----------------- | ----------------------- | ----------------- |
| Num               | Coureur                 | Pos               |
| 71                | Fabio Aru (ITA)         | 27e               |
| 72                | Sander Armée (BEL)      | 21e               |
| 73                | Dimitri Claeys (BEL)    | 95e               |
| 74                | Robert Power (AUS)      | 116e              |
| 75                | Emil Vinjebo (DEN)      | 74e               |
| 76                | Simon Clarke (AUS)      | 43e               |
| 77                | Łukasz Wiśniowski (POL) | 111e              |

| Ineos Grenadiers IGD | Ineos Grenadiers IGD     | Ineos Grenadiers IGD |
| -------------------- | ------------------------ | -------------------- |
| Num                  | Coureur                  | Pos                  |
| 81                   | Geraint Thomas (GBR)     | 26e                  |
| 82                   | Rohan Dennis (AUS)       | 64e                  |
| 83                   | Tao Geoghegan Hart (GBR) | 10e                  |
| 84                   | Jhonatan Narváez (ECU)   | 38e                  |
| 85                   | Tom Pidcock (GBR)        | 52e                  |
| 86                   | Pavel Sivakov (RUS)      | 16e                  |
| 87                   | Dylan van Baarle (NED)   | 65e                  |

| Astana-Premier Tech APT | Astana-Premier Tech APT | Astana-Premier Tech APT |
| ----------------------- | ----------------------- | ----------------------- |
| Num                     | Coureur                 | Pos                     |
| 91                      | Jakob Fuglsang (DEN)    | 8e                      |
| 92                      | Fabio Felline (ITA)     | 51e                     |
| 93                      | Hugo Houle (CAN)        | 41e                     |
| 94                      | Gorka Izagirre (ESP)    | 12e                     |
| 95                      | Omar Fraile (ESP)       | 60e                     |
| 96                      | Harold Tejada (COL)     | 18e                     |
| 97                      | Manuele Boaro (ITA)     | AB-3                    |

| UAE Team Emirates UAD | UAE Team Emirates UAD       | UAE Team Emirates UAD |
| --------------------- | --------------------------- | --------------------- |
| Num                   | Coureur                     | Pos                   |
| 101                   | Rui Costa (POR) (route)     | 54e                   |
| 102                   | Andrés Camilo Ardila (COL)  | 75e                   |
| 103                   | David de la Cruz (ESP)      | 39e                   |
| 104                   | Joe Dombrowski (USA)        | 63e                   |
| 105                   | Ryan Gibbons (RSA) (route)  | 42e                   |
| 106                   | Aleksandr Riabushenko (BLR) | AB-3                  |
| 107                   | Cristian Muñoz (COL)        | 85e                   |

| Israel Start-Up Nation ISN | Israel Start-Up Nation ISN | Israel Start-Up Nation ISN |
| -------------------------- | -------------------------- | -------------------------- |
| Num                        | Coureur                    | Pos                        |
| 111                        | Michael Woods (CAN)        | 2e                         |
| 112                        | Sep Vanmarcke (BEL)        | 78e                        |
| 113                        | Patrick Bevin (NZL)        | 100e                       |
| 114                        | Hugo Hofstetter (FRA)      | 84e                        |
| 115                        | Daryl Impey (RSA)          | 70e                        |
| 116                        | Dan Martin (IRL)           | 15e                        |
| 117                        | Krists Neilands (LAT)      | 57e                        |

| Total Direct Énergie TDE | Total Direct Énergie TDE | Total Direct Énergie TDE |
| ------------------------ | ------------------------ | ------------------------ |
| Num                      | Coureur                  | Pos                      |
| 121                      | Pierre Latour (FRA)      | AB-2                     |
| 122                      | Mathieu Burgaudeau (FRA) | 56e                      |
| 123                      | Víctor de la Parte (ESP) | 29e                      |
| 124                      | Fabien Doubey (FRA)      | 81e                      |
| 125                      | Cristian Rodríguez (ESP) | AB-2                     |
| 126                      | Anthony Turgis (FRA)     | AB-3                     |
| 127                      | Alexis Vuillermoz (FRA)  | 20e                      |

| Delko DKO | Delko DKO                | Delko DKO |
| --------- | ------------------------ | --------- |
| Num       | Coureur                  | Pos       |
| 131       | Mauro Finetto (ITA)      | 62e       |
| 132       | Clément Berthet (FRA)    | 77e       |
| 133       | Clément Carisey (FRA)    | AB-3      |
| 134       | Yakob Debesay (ERI)      | 112e      |
| 135       | José Manuel Díaz (ESP)   | 22e       |
| 136       | Biniam Girmay (ERI)      | 102e      |
| 137       | Mathias Le Turnier (FRA) | AB-3      |

| B&B Hotels p/b KTM BBK | B&B Hotels p/b KTM BBK | B&B Hotels p/b KTM BBK |
| ---------------------- | ---------------------- | ---------------------- |
| Num                    | Coureur                | Pos                    |
| 141                    | Cyril Barthe (FRA)     | 66e                    |
| 142                    | Nicola Bagioli (ITA)   | 76e                    |
| 143                    | Cyril Gautier (FRA)    | 73e                    |
| 144                    | Thibault Ferasse (FRA) | 82e                    |
| 145                    | Jonathan Hivert (FRA)  | 25e                    |
| 146                    | Eliot Lietaer (BEL)    | AB-3                   |
| 147                    | Quentin Pacher (FRA)   | 58e                    |

| Alpecin-Fenix AFC | Alpecin-Fenix AFC     | Alpecin-Fenix AFC |
| ----------------- | --------------------- | ----------------- |
| Num               | Coureur               | Pos               |
| 151               | Xandro Meurisse (BEL) | 55e               |
| 152               | Floris De Tier (BEL)  | 86e               |
| 153               | Otto Vergaerde (BEL)  | AB-3              |
| 154               | Jimmy Janssens (BEL)  | 23e               |
| 155               | Ben Tulett (GBR)      | 17e               |
| 156               | Petr Vakoč (CZE)      | 46e               |

| Bingoal-WB BWB | Bingoal-WB BWB        | Bingoal-WB BWB |
| -------------- | --------------------- | -------------- |
| Num            | Coureur               | Pos            |
| 161            | Jelle Vanendert (BEL) | 59e            |
| 162            | Laurens Huys (BEL)    | 31e            |
| 163            | Arjen Livyns (BEL)    | 14e            |
| 164            | Rémy Mertz (BEL)      | 106e           |
| 165            | Kenny Molly (BEL)     | 49e            |
| 166            | Luc Wirtgen (LUX)     | 89e            |
| 167            | Tom Wirtgen (LUX)     | 104e           |

| Burgos-BH BBH | Burgos-BH BBH            | Burgos-BH BBH |
| ------------- | ------------------------ | ------------- |
| Num           | Coureur                  | Pos           |
| 171           | Ángel Madrazo (ESP)      | 109e          |
| 172           | Victor Langellotti (MON) | 80e           |
| 173           | Ander Okamika (ESP)      | 105e          |
| 174           | Óscar Cabedo (ESP)       | 101e          |
| 175           | Jetse Bol (NED)          | 98e           |
| 176           | Pelayo Sánchez (ESP)     | 87e           |
| 177           | Diego Rubio (ESP)        | AB-3          |

| Equipo Kern Pharma EKP | Equipo Kern Pharma EKP     | Equipo Kern Pharma EKP |
| ---------------------- | -------------------------- | ---------------------- |
| Num                    | Coureur                    | Pos                    |
| 181                    | Roger Adrià (ESP)          | AB-3                   |
| 182                    | Urko Berrade (ESP)         | 72e                    |
| 183                    | Iván Moreno (ESP)          | 99e                    |
| 184                    | José Félix Parra (ESP)     | 90e                    |
| 185                    | Jaime Castrillo (ESP)      | AB-3                   |
| 186                    | Jon Agirre (ESP)           | AB-3                   |
| 187                    | Carlos García Pierna (ESP) | 110e                   |

| Saint Michel-Auber 93 AUB | Saint Michel-Auber 93 AUB | Saint Michel-Auber 93 AUB |
| ------------------------- | ------------------------- | ------------------------- |
| Num                       | Coureur                   | Pos                       |
| 191                       | Stéphane Rossetto (FRA)   | NP-3                      |
| 192                       | Romain Cardis (FRA)       | NP-3                      |
| 193                       | Adrien Guillonnet (FRA)   | NP-3                      |
| 194                       | Baptiste Bleier (FRA)     | AB-2                      |
| 195                       | Flavien Maurelet (FRA)    | NP-3                      |
| 197                       | Morne van Niekerk (RSA)   | NP-3                      |

| Xelliss-Roubaix Lille Métropole XRL | Xelliss-Roubaix Lille Métropole XRL | Xelliss-Roubaix Lille Métropole XRL |
| ----------------------------------- | ----------------------------------- | ----------------------------------- |
| Num                                 | Coureur                             | Pos                                 |
| 201                                 | Julien Antomarchi (FRA)             | AB-3                                |
| 202                                 | Mathias De Witte (BEL)              | AB-2                                |
| 203                                 | Dylan Kowalski (FRA)                | 107e                                |
| 205                                 | Jérémy Leveau (FRA)                 | AB-3                                |
| 206                                 | Maximilien Picoux (BEL)             | AB-3                                |
| 207                                 | Maxime Urruty (FRA)                 | AB-3                                |

| Swiss Racing Academy SRA | Swiss Racing Academy SRA | Swiss Racing Academy SRA |
| ------------------------ | ------------------------ | ------------------------ |
| Num                      | Coureur                  | Pos                      |
| 211                      | Matthias Reutimann (SUI) | AB-3                     |
| 212                      | Stuart Balfour (GBR)     | 92e                      |
| 213                      | Aloïs Charrin (FRA)      | 91e                      |
| 214                      | Damian Lüscher (SUI)     | AB-3                     |
| 215                      | Andrea Mifsud            | 117e                     |
| 216                      | Reto Müller (SUI)        | AB-3                     |
| 217                      | Yannis Voisard (SUI)     | 68e                      |

| Arkéa-Samsic ARK | Arkéa-Samsic ARK     | Arkéa-Samsic ARK |
| ---------------- | -------------------- | ---------------- |
| Num              | Coureur              | Pos              |
| 1                | Nairo Quintana (COL) | 9e               |
| 2                | Amaury Capiot (BEL)  | 96e              |
| 3                | Miguel Flórez (COL)  | AB-3             |
| 4                | Élie Gesbert (FRA)   | 71e              |
| 5                | Romain Hardy (FRA)   | AB-1             |
| 6                | Łukasz Owsian (POL)  | 67e              |

| AG2R Citroën Team ACT | AG2R Citroën Team ACT     | AG2R Citroën Team ACT |
| --------------------- | ------------------------- | --------------------- |
| Num                   | Coureur                   | Pos                   |
| 11                    | Clément Champoussin (FRA) | 11e                   |
| 12                    | Ben Gastauer (LUX)        | 48e                   |
| 13                    | Dorian Godon (FRA)        | 34e                   |
| 14                    | Ben O'Connor (AUS)        | 5e                    |
| 15                    | Oliver Naesen (BEL)       | 50e                   |
| 16                    | Nans Peters (FRA)         | 78e                   |
| 17                    | Greg Van Avermaet (BEL)   | 44e                   |

| Trek-Segafredo TFS | Trek-Segafredo TFS       | Trek-Segafredo TFS |
| ------------------ | ------------------------ | ------------------ |
| Num                | Coureur                  | Pos                |
| 21                 | Bauke Mollema (NED)      | 3e                 |
| 22                 | Julien Bernard (FRA)     | 94e                |
| 23                 | Gianluca Brambilla (ITA) | 1er                |
| 24                 | Giulio Ciccone (ITA)     | 28e                |
| 25                 | Kenny Elissonde (FRA)    | 33e                |
| 26                 | Juan Pedro López (ESP)   | 36e                |
| 27                 | Toms Skujiņš (LAT)       | 83e                |

| Team DSM DSM | Team DSM DSM             | Team DSM DSM |
| ------------ | ------------------------ | ------------ |
| Num          | Coureur                  | Pos          |
| 31           | Martijn Tusveld (NED)    | 47e          |
| 32           | Martin Salmon (GER)      | 115e         |
| 33           | Kevin Vermaerke (USA)    | AB-3         |
| 34           | Michael Storer (AUS)     | 13e          |
| 35           | Marco Brenner (GER)      | 88e          |
| 36           | Leon Heinschke (GER)     | 103e         |
| 37           | Henri Vandenabeele (BEL) | 69e          |

| Groupama-FDJ GFC | Groupama-FDJ GFC       | Groupama-FDJ GFC |
| ---------------- | ---------------------- | ---------------- |
| Num              | Coureur                | Pos              |
| 41               | Thibaut Pinot (FRA)    | 35e              |
| 42               | Bruno Armirail (FRA)   | 30e              |
| 43               | David Gaudu (FRA)      | 6e               |
| 44               | Simon Guglielmi (FRA)  | 53e              |
| 45               | Valentin Madouas (FRA) | 7e               |
| 46               | Rudy Molard (FRA)      | 4e               |
| 47               | Antoine Duchesne (CAN) | AB-3             |

| Cofidis COF | Cofidis COF               | Cofidis COF |
| ----------- | ------------------------- | ----------- |
| Num         | Coureur                   | Pos         |
| 51          | Jesús Herrada (ESP)       | 24e         |
| 52          | Simon Geschke (GER)       | 40e         |
| 53          | Jempy Drucker (LUX)       | AB-3        |
| 54          | Christophe Laporte (FRA)  | 61e         |
| 55          | Fernando Barceló (ESP)    | 97e         |
| 56          | Anthony Perez (FRA)       | 32e         |
| 57          | Pierre-Luc Périchon (FRA) | 93e         |

| EF Education-Nippo EFN | EF Education-Nippo EFN    | EF Education-Nippo EFN |
| ---------------------- | ------------------------- | ---------------------- |
| Num                    | Coureur                   | Pos                    |
| 61                     | Magnus Cort Nielsen (DEN) | 37e                    |
| 62                     | Simon Carr (GBR)          | 19e                    |
| 63                     | Mitchell Docker (AUS)     | 113e                   |
| 64                     | Julien El Fares (FRA)     | 45e                    |
| 65                     | Jens Keukeleire (BEL)     | 108e                   |
| 66                     | Hideto Nakane (JPN)       | AB-3                   |
| 67                     | Thomas Scully (NZL)       | 114e                   |

| Qhubeka Assos TQA | Qhubeka Assos TQA       | Qhubeka Assos TQA |
| ----------------- | ----------------------- | ----------------- |
| Num               | Coureur                 | Pos               |
| 71                | Fabio Aru (ITA)         | 27e               |
| 72                | Sander Armée (BEL)      | 21e               |
| 73                | Dimitri Claeys (BEL)    | 95e               |
| 74                | Robert Power (AUS)      | 116e              |
| 75                | Emil Vinjebo (DEN)      | 74e               |
| 76                | Simon Clarke (AUS)      | 43e               |
| 77                | Łukasz Wiśniowski (POL) | 111e              |

| Ineos Grenadiers IGD | Ineos Grenadiers IGD     | Ineos Grenadiers IGD |
| -------------------- | ------------------------ | -------------------- |
| Num                  | Coureur                  | Pos                  |
| 81                   | Geraint Thomas (GBR)     | 26e                  |
| 82                   | Rohan Dennis (AUS)       | 64e                  |
| 83                   | Tao Geoghegan Hart (GBR) | 10e                  |
| 84                   | Jhonatan Narváez (ECU)   | 38e                  |
| 85                   | Tom Pidcock (GBR)        | 52e                  |
| 86                   | Pavel Sivakov (RUS)      | 16e                  |
| 87                   | Dylan van Baarle (NED)   | 65e                  |

| Astana-Premier Tech APT | Astana-Premier Tech APT | Astana-Premier Tech APT |
| ----------------------- | ----------------------- | ----------------------- |
| Num                     | Coureur                 | Pos                     |
| 91                      | Jakob Fuglsang (DEN)    | 8e                      |
| 92                      | Fabio Felline (ITA)     | 51e                     |
| 93                      | Hugo Houle (CAN)        | 41e                     |
| 94                      | Gorka Izagirre (ESP)    | 12e                     |
| 95                      | Omar Fraile (ESP)       | 60e                     |
| 96                      | Harold Tejada (COL)     | 18e                     |
| 97                      | Manuele Boaro (ITA)     | AB-3                    |

| UAE Team Emirates UAD | UAE Team Emirates UAD       | UAE Team Emirates UAD |
| --------------------- | --------------------------- | --------------------- |
| Num                   | Coureur                     | Pos                   |
| 101                   | Rui Costa (POR) (route)     | 54e                   |
| 102                   | Andrés Camilo Ardila (COL)  | 75e                   |
| 103                   | David de la Cruz (ESP)      | 39e                   |
| 104                   | Joe Dombrowski (USA)        | 63e                   |
| 105                   | Ryan Gibbons (RSA) (route)  | 42e                   |
| 106                   | Aleksandr Riabushenko (BLR) | AB-3                  |
| 107                   | Cristian Muñoz (COL)        | 85e                   |

| Israel Start-Up Nation ISN | Israel Start-Up Nation ISN | Israel Start-Up Nation ISN |
| -------------------------- | -------------------------- | -------------------------- |
| Num                        | Coureur                    | Pos                        |
| 111                        | Michael Woods (CAN)        | 2e                         |
| 112                        | Sep Vanmarcke (BEL)        | 78e                        |
| 113                        | Patrick Bevin (NZL)        | 100e                       |
| 114                        | Hugo Hofstetter (FRA)      | 84e                        |
| 115                        | Daryl Impey (RSA)          | 70e                        |
| 116                        | Dan Martin (IRL)           | 15e                        |
| 117                        | Krists Neilands (LAT)      | 57e                        |

| Total Direct Énergie TDE | Total Direct Énergie TDE | Total Direct Énergie TDE |
| ------------------------ | ------------------------ | ------------------------ |
| Num                      | Coureur                  | Pos                      |
| 121                      | Pierre Latour (FRA)      | AB-2                     |
| 122                      | Mathieu Burgaudeau (FRA) | 56e                      |
| 123                      | Víctor de la Parte (ESP) | 29e                      |
| 124                      | Fabien Doubey (FRA)      | 81e                      |
| 125                      | Cristian Rodríguez (ESP) | AB-2                     |
| 126                      | Anthony Turgis (FRA)     | AB-3                     |
| 127                      | Alexis Vuillermoz (FRA)  | 20e                      |

| Delko DKO | Delko DKO                | Delko DKO |
| --------- | ------------------------ | --------- |
| Num       | Coureur                  | Pos       |
| 131       | Mauro Finetto (ITA)      | 62e       |
| 132       | Clément Berthet (FRA)    | 77e       |
| 133       | Clément Carisey (FRA)    | AB-3      |
| 134       | Yakob Debesay (ERI)      | 112e      |
| 135       | José Manuel Díaz (ESP)   | 22e       |
| 136       | Biniam Girmay (ERI)      | 102e      |
| 137       | Mathias Le Turnier (FRA) | AB-3      |

| B&B Hotels p/b KTM BBK | B&B Hotels p/b KTM BBK | B&B Hotels p/b KTM BBK |
| ---------------------- | ---------------------- | ---------------------- |
| Num                    | Coureur                | Pos                    |
| 141                    | Cyril Barthe (FRA)     | 66e                    |
| 142                    | Nicola Bagioli (ITA)   | 76e                    |
| 143                    | Cyril Gautier (FRA)    | 73e                    |
| 144                    | Thibault Ferasse (FRA) | 82e                    |
| 145                    | Jonathan Hivert (FRA)  | 25e                    |
| 146                    | Eliot Lietaer (BEL)    | AB-3                   |
| 147                    | Quentin Pacher (FRA)   | 58e                    |

| Alpecin-Fenix AFC | Alpecin-Fenix AFC     | Alpecin-Fenix AFC |
| ----------------- | --------------------- | ----------------- |
| Num               | Coureur               | Pos               |
| 151               | Xandro Meurisse (BEL) | 55e               |
| 152               | Floris De Tier (BEL)  | 86e               |
| 153               | Otto Vergaerde (BEL)  | AB-3              |
| 154               | Jimmy Janssens (BEL)  | 23e               |
| 155               | Ben Tulett (GBR)      | 17e               |
| 156               | Petr Vakoč (CZE)      | 46e               |

| Bingoal-WB BWB | Bingoal-WB BWB        | Bingoal-WB BWB |
| -------------- | --------------------- | -------------- |
| Num            | Coureur               | Pos            |
| 161            | Jelle Vanendert (BEL) | 59e            |
| 162            | Laurens Huys (BEL)    | 31e            |
| 163            | Arjen Livyns (BEL)    | 14e            |
| 164            | Rémy Mertz (BEL)      | 106e           |
| 165            | Kenny Molly (BEL)     | 49e            |
| 166            | Luc Wirtgen (LUX)     | 89e            |
| 167            | Tom Wirtgen (LUX)     | 104e           |

| Burgos-BH BBH | Burgos-BH BBH            | Burgos-BH BBH |
| ------------- | ------------------------ | ------------- |
| Num           | Coureur                  | Pos           |
| 171           | Ángel Madrazo (ESP)      | 109e          |
| 172           | Victor Langellotti (MON) | 80e           |
| 173           | Ander Okamika (ESP)      | 105e          |
| 174           | Óscar Cabedo (ESP)       | 101e          |
| 175           | Jetse Bol (NED)          | 98e           |
| 176           | Pelayo Sánchez (ESP)     | 87e           |
| 177           | Diego Rubio (ESP)        | AB-3          |

| Equipo Kern Pharma EKP | Equipo Kern Pharma EKP     | Equipo Kern Pharma EKP |
| ---------------------- | -------------------------- | ---------------------- |
| Num                    | Coureur                    | Pos                    |
| 181                    | Roger Adrià (ESP)          | AB-3                   |
| 182                    | Urko Berrade (ESP)         | 72e                    |
| 183                    | Iván Moreno (ESP)          | 99e                    |
| 184                    | José Félix Parra (ESP)     | 90e                    |
| 185                    | Jaime Castrillo (ESP)      | AB-3                   |
| 186                    | Jon Agirre (ESP)           | AB-3                   |
| 187                    | Carlos García Pierna (ESP) | 110e                   |

| Saint Michel-Auber 93 AUB | Saint Michel-Auber 93 AUB | Saint Michel-Auber 93 AUB |
| ------------------------- | ------------------------- | ------------------------- |
| Num                       | Coureur                   | Pos                       |
| 191                       | Stéphane Rossetto (FRA)   | NP-3                      |
| 192                       | Romain Cardis (FRA)       | NP-3                      |
| 193                       | Adrien Guillonnet (FRA)   | NP-3                      |
| 194                       | Baptiste Bleier (FRA)     | AB-2                      |
| 195                       | Flavien Maurelet (FRA)    | NP-3                      |
| 197                       | Morne van Niekerk (RSA)   | NP-3                      |

| Xelliss-Roubaix Lille Métropole XRL | Xelliss-Roubaix Lille Métropole XRL | Xelliss-Roubaix Lille Métropole XRL |
| ----------------------------------- | ----------------------------------- | ----------------------------------- |
| Num                                 | Coureur                             | Pos                                 |
| 201                                 | Julien Antomarchi (FRA)             | AB-3                                |
| 202                                 | Mathias De Witte (BEL)              | AB-2                                |
| 203                                 | Dylan Kowalski (FRA)                | 107e                                |
| 205                                 | Jérémy Leveau (FRA)                 | AB-3                                |
| 206                                 | Maximilien Picoux (BEL)             | AB-3                                |
| 207                                 | Maxime Urruty (FRA)                 | AB-3                                |

| Swiss Racing Academy SRA | Swiss Racing Academy SRA | Swiss Racing Academy SRA |
| ------------------------ | ------------------------ | ------------------------ |
| Num                      | Coureur                  | Pos                      |
| 211                      | Matthias Reutimann (SUI) | AB-3                     |
| 212                      | Stuart Balfour (GBR)     | 92e                      |
| 213                      | Aloïs Charrin (FRA)      | 91e                      |
| 214                      | Damian Lüscher (SUI)     | AB-3                     |
| 215                      | Andrea Mifsud            | 117e                     |
| 216                      | Reto Müller (SUI)        | AB-3                     |
| 217                      | Yannis Voisard (SUI)     | 68e                      |